# Heteni, Vînohradiv

Heteni (în ucraineană Гетиня, transliterat: Hetînea, în maghiară Tiszahetény) este un sat în comuna Cepe din raionul Vînohradiv, regiunea Transcarpatia, Ucraina.

## Demografie
Componența lingvistică a localității Heteni
     Ucraineană (97,61%)
     Maghiară (1,73%)
     Alte limbi (0,53%)
Conform recensământului din 2001, majoritatea populației localității Heteni era vorbitoare de ucraineană (97,61%), existând în minoritate și vorbitori de maghiară (1,73%).